# ロッビアーテ
ロッビアーテ（伊: Robbiate）は、イタリア共和国ロンバルディア州レッコ県にある、人口約6,200人の基礎自治体（コムーネ）。

## 地理

### 位置・広がり
レッコ県南部のコムーネ。県都レッコから南へ19km、ベルガモから西へ19km、州都ミラノから北東へ31kmの距離にある。

#### 隣接コムーネ
隣接するコムーネは以下の通り。括弧内のBGはベルガモ県、MBはモンツァ・エ・ブリアンツァ県所属を示す。
- カルスコ・ダッダ (BG)
- インベルサーゴ
- メラーテ
- パデルノ・ダッダ
- ロンコ・ブリアンティーノ (MB)
- ヴェルデーリオ
- ヴィッラ・ダッダ (BG)

### 地勢・地形
- 河川：アッダ川

### 気候分類・地震分類
気候分類では、zona E, 2446 GGに分類される。
また、イタリアの地震リスク階級 (it) では、zona 3 (sismicità bassa) に分類される。

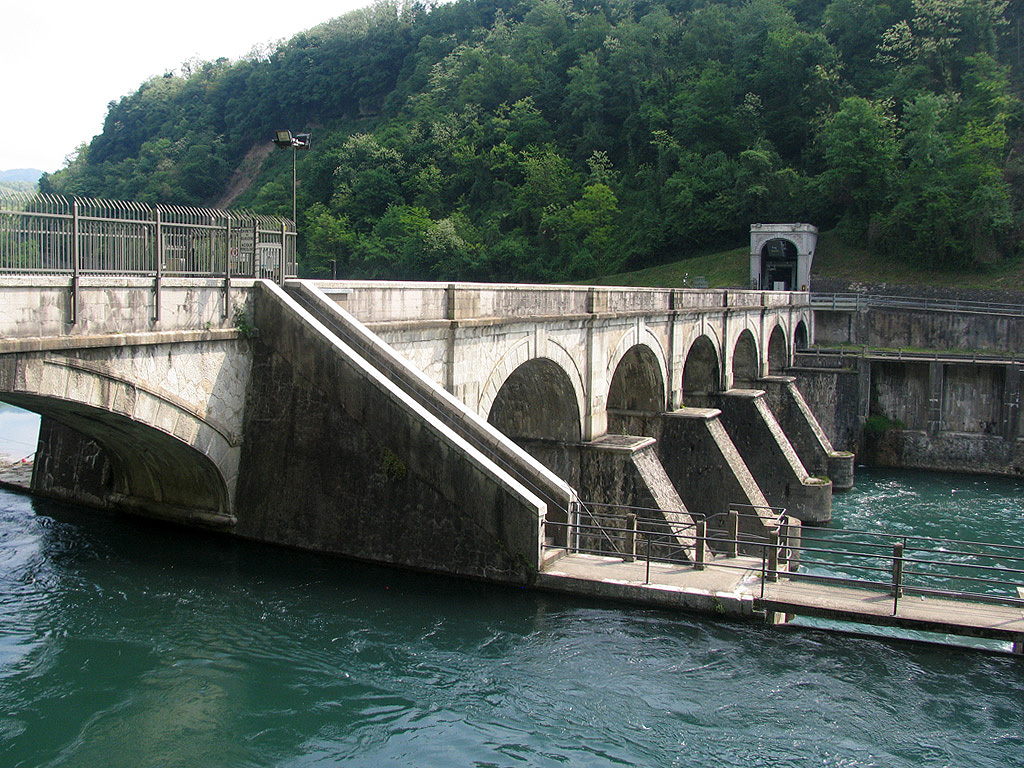
アッダ川

## 行政

### 分離集落
ロッビアーテには、以下の分離集落（フラツィオーネ）がある。
- Duraga, Sernovella, Terzuolo